# فال إيستوود
فال إيستوود (بالإنجليزية: Val Eastwood)‏ هي سيدة أعمال أسترالية، ولدت في 17 أغسطس 1927، وتوفيت في 10 ديسمبر 2009.